# دانيال ستيرن
دانيال ستيرن (بالإنجليزية: Daniel Stern)‏ (18 يناير 1928 - 24 يناير 2007)؛ روائي أمريكي.

## روابط خارجية
- دانيال ستيرن على موقع ميوزك برينز (الإنجليزية)